# ハレーションサマー
「ハレーションサマー/サマーナイトタウン (English Version)」は、ココナッツ娘（後に「ココナッツ娘。」に改名）のデビューシングル。1999年7月23日にSME Recordsから発売された。

## 概要
つんく♂プロデュースによるココナッツ娘のデビュー両A面シングル。
「ハレーションサマー」は、テレビ東京系アニメ『キョロちゃん』前期オープニングテーマ。
「サマーナイトタウン (English Version)」は、モーニング娘。の2ndシングルの歌詞を英訳したカバー曲。テレビ東京系列「アイドルをさがせ!」エンディングテーマ。

## 収録曲
全作詞・作曲：つんく
1. ハレーションサマー
編曲：前嶋康明
2. サマーナイトタウン (English Version)
英訳詞：MARIE　編曲：BANANA ICE
3. ハレーションサマー (Backing Track)

## 参加ミュージシャン
サマーナイトタウン (English Version)
- プログラミング：下町兄弟
- ギター：GEMI TAYLOR
- コーラス：ココナッツ娘・DAWN MOORE・PAULA J.

## 収録アルバム
| 曲名                                 | アルバム                                     | 発売日         | 備考                         |
| ------------------------------------ | -------------------------------------------- | -------------- | ---------------------------- |
| ハレーションサマー                   | 「キョロちゃん」オリジナル・サウンドトラック | 1999年10月21日 | テレビアニメサウンドトラック |
| サマーナイトタウン (English Version) | プッチベスト〜黄青あか〜                     | 2000年4月26日  | オムニバスアルバム           |

## カバー
ハレーションサマー
- 清水佐紀・嗣永桃子・須藤茉麻（Berryz工房） - ミニアルバム『③夏夏ミニベリーズ』（2006年7月5日）に収録。